# Brooklyn Theatre

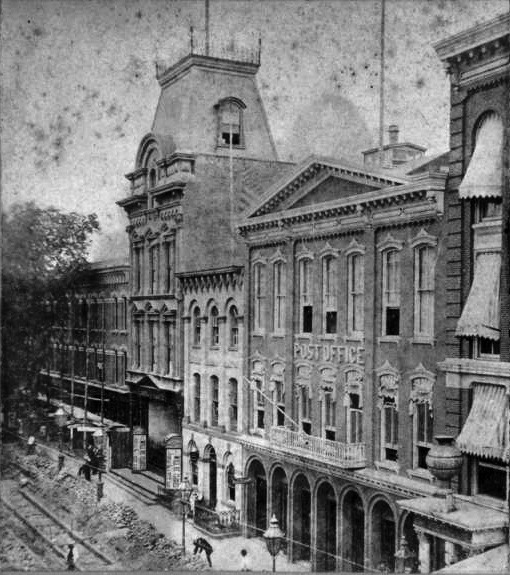
Das Brooklyn Theatre vor dem Brand, Fassade an der Washington Street erkennbar an dem hohen Mansardendach

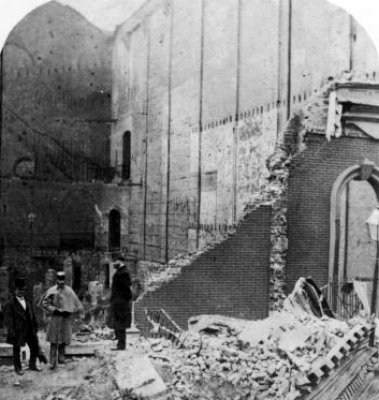
Brooklyn Theatre von der Johnson Street kurz nach dem Brand

Das Brooklyn Theatre war ein Theater mit 1600 Plätzen in Brooklyn an der Washington Street mit Rückwand zur Johnson Street. Fünf Jahre nach der Eröffnung wurde es am 5. Dezember 1876 bei einem Brand vollkommen zerstört, bei dem Unglück starben ca. 300 Personen.

## Theaterbetrieb und Gebäude
Eigentümer des Theaters war die Brooklyn Building Association, hinter der mehrere wohlhabende Bürger Brooklyns standen. Architekt war Thomas R. Jackson, die Eröffnung fand am 2. Oktober 1871 statt. Geleitet wurde das Theater durch das Schauspieler-Ehepaar Sara und Frederick B. Conway. Es erfreute sich bald einer großen Beliebtheit. Die beiden starben 1874 bzw. 1875. Nachfolger waren Albert Marshman Palmer und Sheridan Shook, die zusammen bereits das Union Square Theatre in New York erfolgreich leiteten und sich Vorteile von der Kombination der beiden Häuser versprachen.
Der Grundriss des Gebäudes entsprach einer „L“ Form, es umschloss das an der Kreuzung stehende Hotel Dieter. Das kurze Ende der L–Form ging zur Washington Street, dort war auch der Eingangsbereich. Vom Eingang kam man in die Lobby. Im langen Gebäudeflügel waren links von der Lobby der Zuschauerraum und danach die Bühne. Die Rückwand der Bühne befand sich an der Johnson Street. Am Rand des Lobbyraums befanden sich zwei Treppenhäuser zu den Rängen, wobei der oberste Rang nur über einen einzigen Treppenaufgang zugänglich war. Fluchttüren gab es zur Johnson Street sowie als dritte Alternative zu einer schmalen Gasse an der Rückseite, der Flood's Alley. Der Architekt ging davon aus, dass ein volles Theater innerhalb von fünf Minuten evakuiert werden kann. Oberhalb der Bühne befand sich der Schnürboden, der die auf Leinwand gemalten Bühnendekorationen enthielt. Am Tag der Katastrophe war dieser Bereich mit zahlreichen Kulissenbildern vom laufenden und von einem weiteren Stück behangen. Der Zuschauerbereich bestand aus drei Ebenen, das Parkett enthielt 600 Sitze, die erste Ebene 550 und die zweite Ebene 450 Sitze. Fluchtwege waren damals nicht markiert und Fluchttüren waren häufig abgeschlossen, um unbefugten Zutritt zu vermeiden.

## Brandkatastrophe
Dienstag, der 5. Dezembers 1876, war der Abend der Katastrophe. Es befanden sich ca. 1000 Zuschauer im Theater, gespielt wurde das damals populäre Melodram „The Two Orphans“ (Die zwei Waisen). Als die Vorbereitungen für den letzten Akt liefen und der Vorhang noch geschlossen war, bemerkte der Bühnentechniker ein kleines Feuer auf der linken oberen Rückseite der Bühnenumrahmung. Die Bühnenbeleuchtung erfolgte zu dem Zeitpunkt durch Gaslampen. Eimer mit Löschwasser oder ein Wasserschlauch waren in der Nähe nicht verfügbar. Man suchte nach einer Stange, um das Feuer auszuschlagen. Da die Stange zu kurz war, ließ man die Dekoration absenken. Inzwischen hatte sich die Brandfläche vergrößert. Bei den Löschversuchen mit der Stange fielen brennende Einzelteile herab auf die Bühne, die mit einem Zelt dekoriert war. Nun bemerkten die Schauspieler und – der Vorhang war inzwischen geöffnet – auch das Publikum das Feuer. Um 23:15 Uhr wurde bei der zentralen Feuerwache Alarm ausgelöst. Trotz des Feuers hinter ihnen auf der Bühne versuchten die beiden Hauptdarsteller, Harry S. Murdock und Kate Claxton, das Publikum zu beruhigen, was ihnen aber nicht gelang. Die Zuschauer im Parkett konnten das Gebäude noch weitgehend geordnet verlassen. Die geöffneten Türen erzeugten einen Luftstrom, der das Feuer vom Bühnenbereich rasch in den Zuschauerbereich ausdehnte. Die meisten Besucher befanden sich auf den beiden Rängen. Hier drängte alles zu den Treppen, und es entstand Panik. Besonders schlimm betroffen war der oberste Rang. Menschen stolperten und fielen übereinander. Vereinzelt sprangen Personen vom Balkon und blieben verletzt liegen. In kurzer Zeit stand das ganze Gebäude in Flammen. Nur 20 Minuten nach dem Alarm fiel das Dach in sich zusammen.

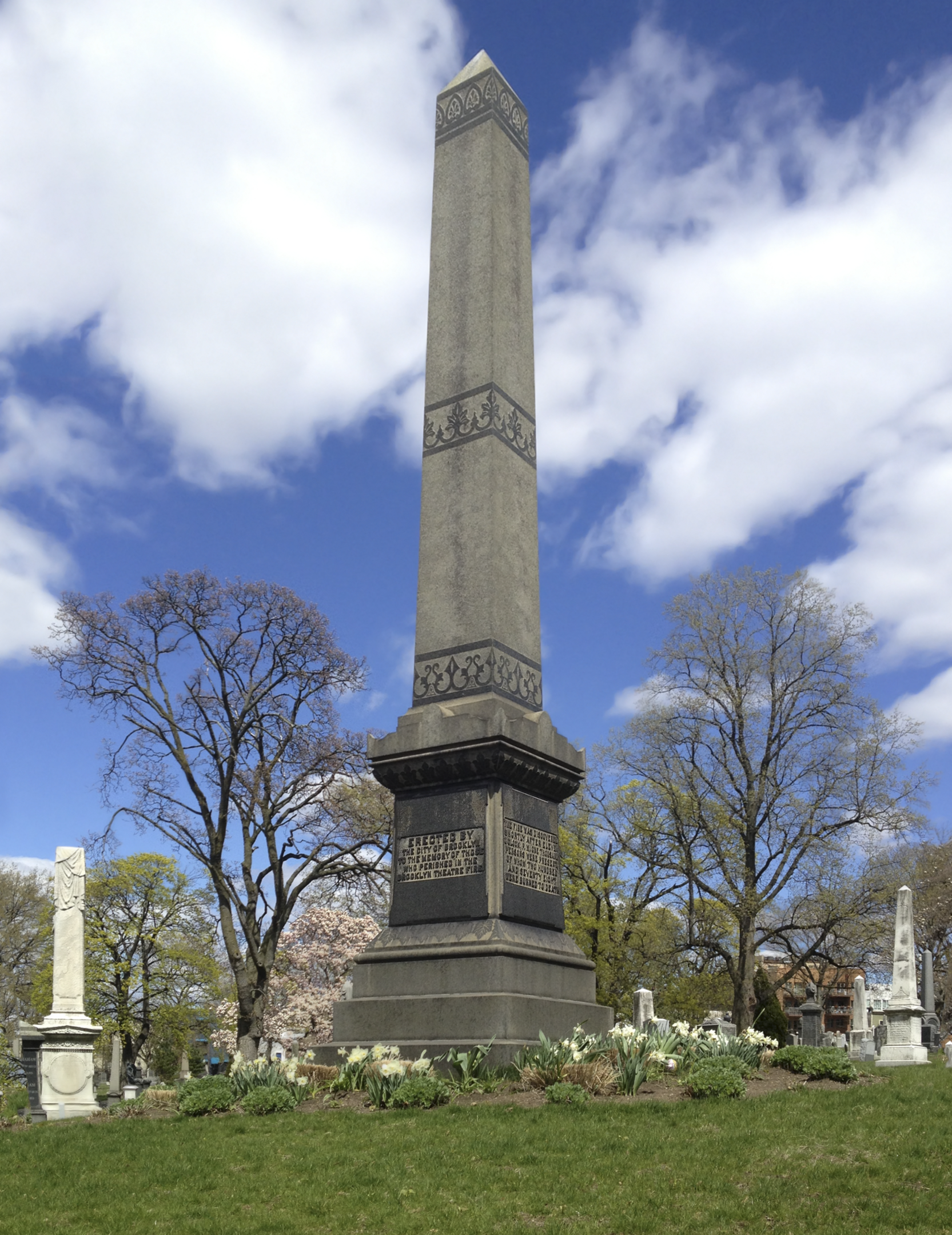
Obelisk zur Erinnerung an die Opfer der Brandkatastrophe; Battle-Hill, Manhattan

Wie sich später herausstellte, starben die meisten Opfer an Rauchvergiftung. Über die Zahl der Toten gibt es keine genaue Aussage, im Minimum waren es 386, aber wahrscheinlich mehr, da einige Leichen völlig verbrannt waren. Nur 183 Leichen konnten identifiziert werden. Die Überreste von 103 unbekannten Opfern wurden auf dem Green-Wood Friedhof in Battle Hill begraben. Aber auch diese Zahl ist nicht sicher. Am Samstag, den 9. Dezember 1876, fand unter großer öffentlicher Anteilnahme eine Trauerfeier statt, an der rund 2000 Personen im Trauerzug teilnahmen. Ein Obelisk auf dem Friedhof erinnert noch heute an das Unglück.

## Folgen
Bei der Gerichtsverhandlung wurden die beiden technischen Leiter des Theaters, Sheridan Shook und A. M. Palmer, beschuldigt, keine ausreichende Brandvorsorge ergriffen zu haben. Es gab keine Übungen, Löschmittel standen nicht bereit, Notausgänge waren verschlossen, Zuständigkeiten waren nicht klar geregelt, zu viele leicht brennbare Materialien wurden verwendet etc. Der Gebäudeentwurf wurde weniger scharf kritisiert, mit Ausnahme der Treppe zum obersten Rang. Veranlasst durch weitere katastrophale Theaterbrände wurden zu Beginn des 20. Jahrhunderts die baulichen und betrieblichen Vorschriften für Theater in den USA und in Europa erheblich verschärft.